# David Kirschner
David Kirschner (29 de mayo de 1955) es un productor de cine estadounidense. Es bien conocido por producir las películas de la saga de Chucky. y También en el mundo de la animación como Un Cuento Americano, Los Piratas de las Aguas Tenebrosas, El Guardián de las Palabras, Titan A.E. Los gatos no bailan, Erase una vez en el Bosque y Abracadabra.

## Filmografía como productor

### Cine
- Cult of Chucky (2017)
- Curse of Chucky (2013)
- Curious George 2: Follow That Monkey! (2009)
- Martian Child (2007)
- Miss Potter (2006)
- Curious George (2006)
- Thru the Moebius Strip (2005)
- Seed of Chucky (2004)
- Secondhand Lions (2003)
- Frailty (2001)
- Titan A.E. (2000)
- An American Tail: The Mystery of the Night Monster (1999)
- Bride of Chucky (1998)
- An American Tail: The Treasure of Manhattan Island (1998)
- Cats Don't Dance (1997)
- The Pagemaster (1994)
- The Flintstones (1994)
- Hocus Pocus (1993)
- Once Upon a Forest (1993)
- The Town That Santa Forgot (1993)
- The Halloween Tree (1993)
- Monster in My Pocket (1992)
- An American Tail: Fievel Goes West (1991)
- Child's Play 3 (1991)
- Child's Play 2 (1990)
- The Dreamer of Oz (1990)
- Child's Play (1988)
- An American Tail (1986)
- Rose Petal Place (1984)

### Televisión
- Curious George (2006 - present)
- 5ive Days to Midnight (2004)
- Earth: Final Conflict (1997)
- SWAT Kats: The Radical Squadron (1993)
- Droopy, Master Detective (1993)
- Fish Police (1992)
- Capitol Critters (1992)
- Fievel's American Tails (1992)
- The Addams Family (1992)
- Young Robin Hood (1991)
- The Pirates of Dark Water (1991)
- Yo, Yogi! (1991)
- The Greatest Adventure: Stories from the Bible (1990)
- Timeless Tales from Hallmark (1990)
- The Adventures of Don Coyote and Sancho Panda (1990)
- The Dreamer of Oz (1990)
- Wake, Rattle & Roll (1990)
- Bill & Ted's Excellent Adventures (1990)
- Gravedale High (1990)
- Poochinski (1990)
- Tom and Jerry Kids Show (1990)
- Potsworth & Co. (1990)
- A Pup Named Scooby-Doo (1988)
- Fantastic Max (1988)
- Rose Petal Place: Real Friends (1985)